# حفرية إيه إل 129-1
إيه إل 129-1 (بالإنجليزية: AL 129-1) هي حفرية مفصل ركبة لأوسترالوبيثيكوس أفارينيسيس في الحادار بإثيوبيا، اكتشفها دونالد جوهانسون في نوفمبر 1973. يُقدر عمرها بنحو 3.4 مليون سنة. تشمل الحفرية على لقمة الفخذ الوحشية بيضاوية الشكل وجسم عظمة الفخذ المائل مثل الموجود في البشر، مما يدعم المشي على قدمين (ثنائية الحركة).

## الاكتشاف
اكتشف عالم الجيولوجيا الفرنسي موريس طيب موقع الحادار في 1968، ثم شكل بعد ذلك «آي إيه آر إي» داعيًا عالم الإنسان الأمريكي الشهير دونالد جوهانسون، ومؤسس ومدير معهد الأصول الإنسانية في جامعة ولاية أريزونا، وعالم الجيولوجيا الأمريكي، جون كالب، كما دعى إيف كوبنز، عالم المستحاثات فرنسي الميلاد الموجود حاليًا بالكوليج دو فرانس، من أجل قيادة البحث العلمي في المنطقة. جرت رحلة استكشافية مع أربعة من الأمريكيين وسبعة من الفرنسيين المشاركين، وبحلول 1973، استكشف الفريق حادار بإثيوبيا حول الحفريات والمصنوعات المتعلقة بالإنسان.

وجد الفريق العديد من الحفريات، ولكنها كانت لا تخص البشر في البداية. ثم في نوفمبر 1973، بالقرب من نهاية الموسم الميداني الأول، تحفَّظ جوهانسون على أجزاء من حفرية ظن أنها ضلع فرس النهر. ثم وجد أنها في الواقع عظمة القصبة، الجزء العلوي من عظم الساق. وبسبب حجمها الصغير، ظن في البداية أنها تخص سعدان، وقرر جمعها. وبينما هو يدونها، لاحظ على بعد خطوات عظم فخذ بعيد، وهو الجزء السفلي من عظام منطقة الفخذ، فلاحظ بسبب ذلك تلائمهما في تكوين مفصل الركبة.
تقع اللقمة الثانية إلى جانبه، وعندما تلتحم معًا ومع عظام القصبة، تُظهر زاوية التحام الفخذ بالقصبة في مفصل الركبة أنه يخص بشرًا كان يستطيع الانتصاب. كان المفصل الزاوي على عكس القرد، والذي تشكل فيه الفخذ والقصبة خطًا مستقيمًا. عندما رأى توم غراي القصبة ظن أنها تخص سعدان، ولكنه عندما رأى الزاوية التي تصنعها القصبة، وافق على نسبها للقردة العليا.
كان هذا اكتشافًا بالغ الأهمية، لأنه سيكون الأول من نوعه بالنسبة لإظهار المشي منتصبًا للقردة العليا منذ 3.4 مليون سنة. وفي اليوم التالي لاكتشاف الحفرية، بدأ جوهانسون في الشك بشأن ما توصل إليه، وكانت لديه حاجة ملحة للتأكد، لأن اتفاقه مع الحكومة الإثيوبية يتطلب شرح النتائج التي توصل إليها في مؤتمر صحفي قبل المغاردة. لم يرغب في أن يفسد أول تفسيراته الأحفورية المهمة، كما أنه لم يكن ليسمح له بالاحتفاظ بالحفرية بعيدًا من أجل دراستها دون أن يقدم هذا الوصف. تذكر في الليلة التالية البقايا العفرية المدفونة في التل، أشارت المقارنات بين نتائج الحفريات مع العظام الحديثة المكشوفة بسبب الجانب المنهار من التل، أن العظام متطابقة تقريبًا، باستثناء الحجم. 
عاد الفريق للموسم الميداني الثاني في السنة التالية ووجدوا فكوك بشرية. وفي صباح 24 نوفمبر 1974، بحث جوهانسون وغراي في أخدود يبلغ بعده 2 ونصف كيلومتر من الموقع الذي وجدوا فيه مفصل الركبة المكتشف سابقًا، حيث وجدوا أول حفرية لـ«لوسي» من الأسترالوبيثسينات.